# 지바 모네
지바 모네(일본어: 千葉 百音, 2005년 5월 1일~)는 일본의 피겨스케이팅 선수이다.  세계 선수권 대회에서 동메달 1개(2025)를 획득했고 그랑프리 파이널 1회 준우승(2024–25)을 달성했다. 또한 4대륙 선수권 대회에서 금메달 1개, 동메달 1개를 획득했다.

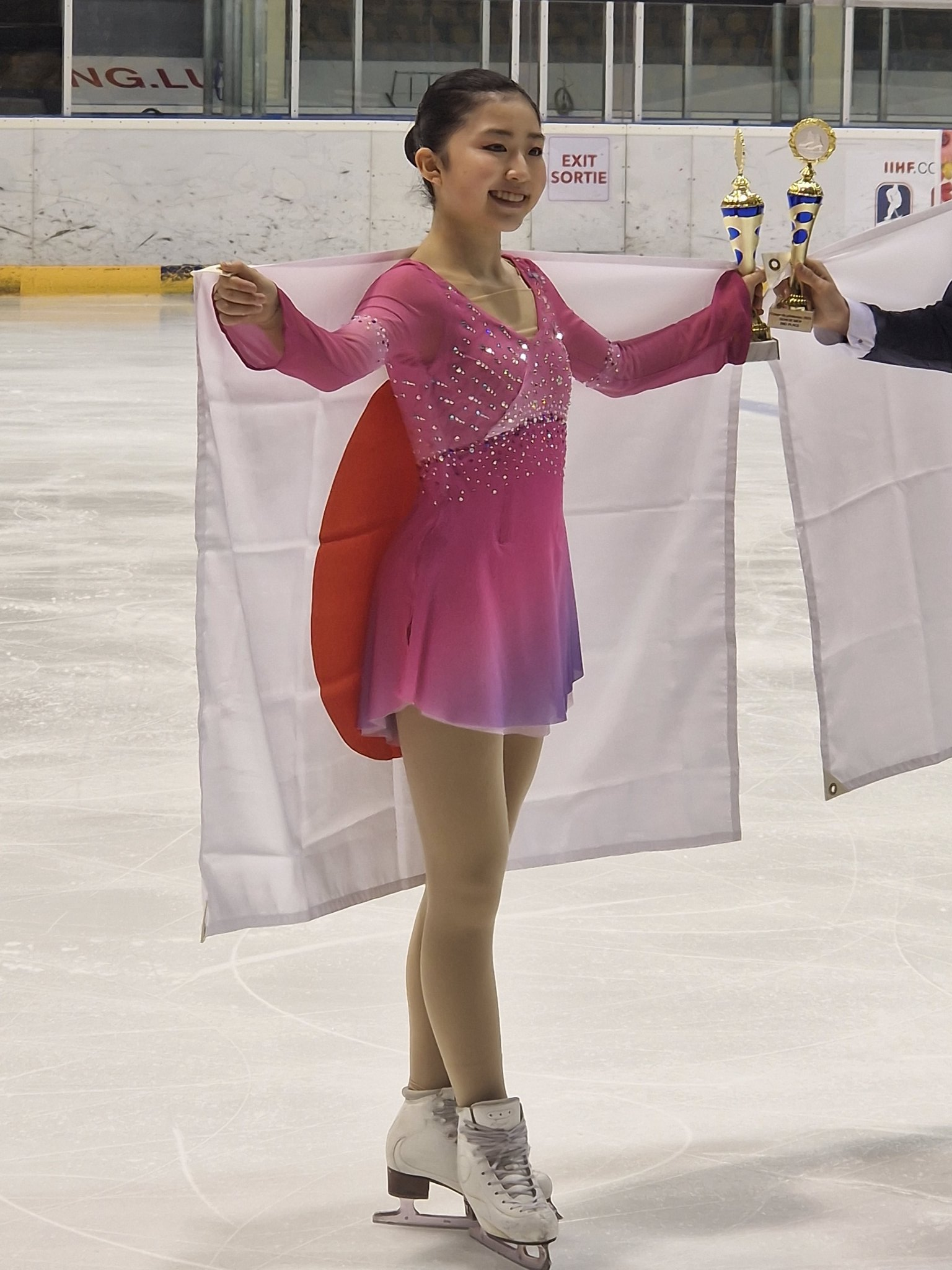
2023년 쿠프 뒤 프랭탕 당시의 지바

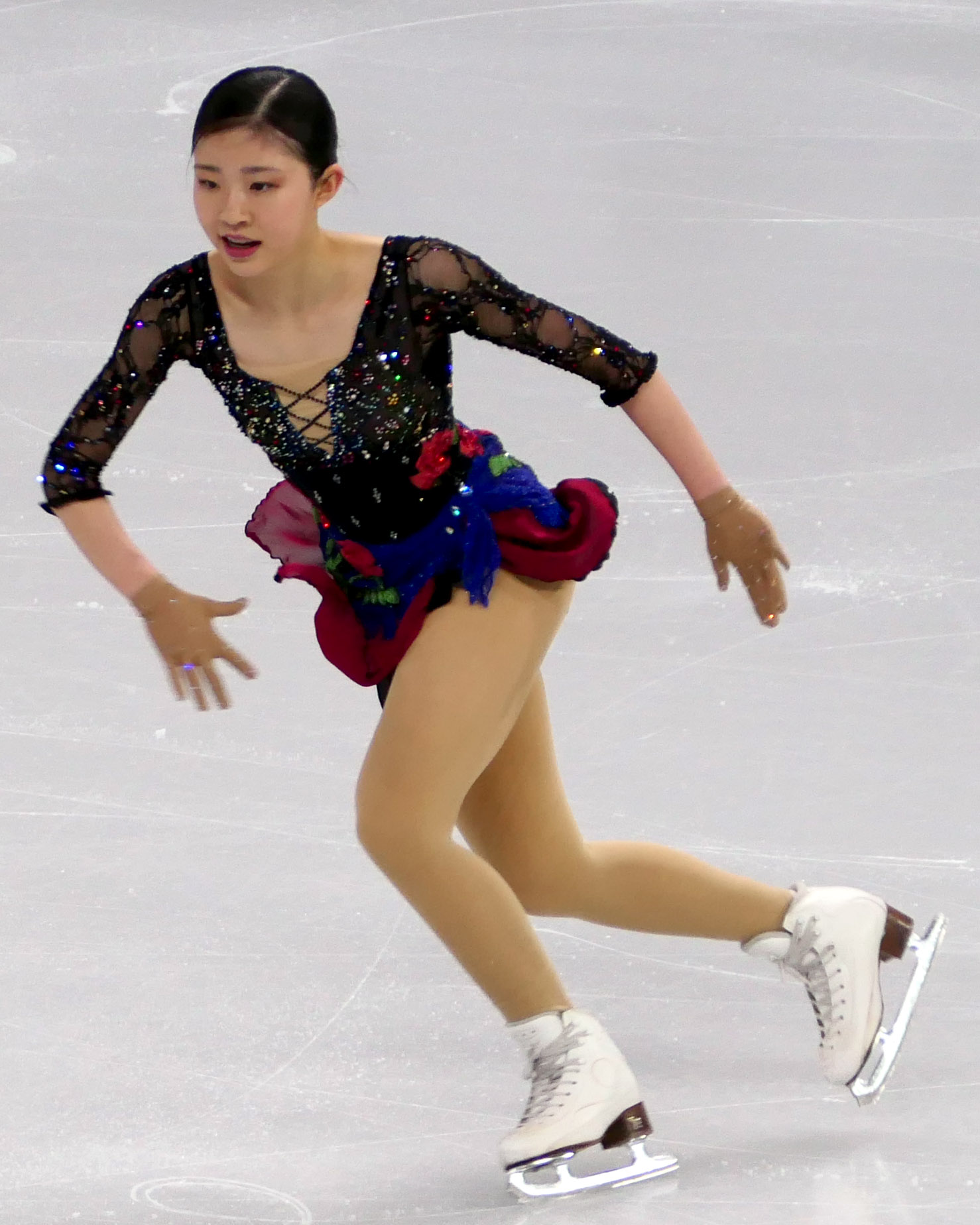
2024년 세계 선수권 대회 쇼트 프로그램 당시의 지바

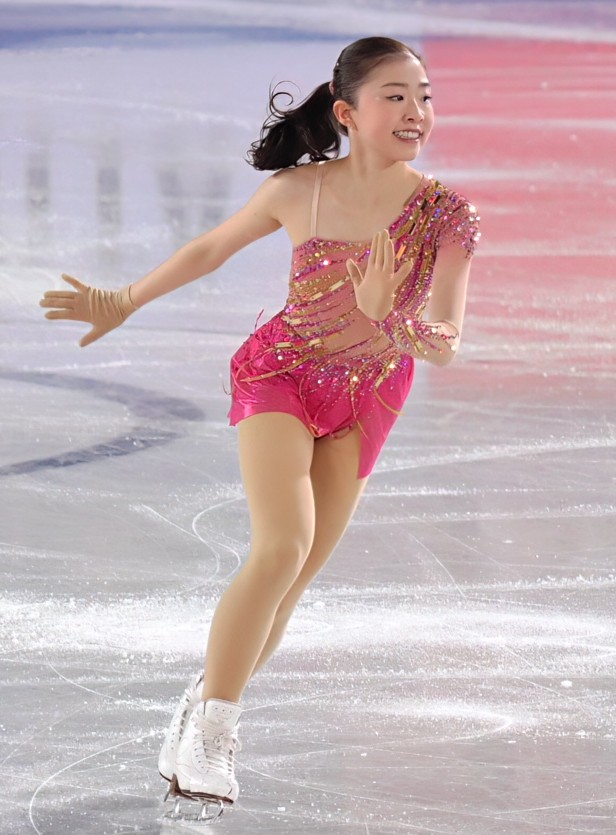
2024–25 그랑프리 파이널 쇼트 프로그램 당시의 지바

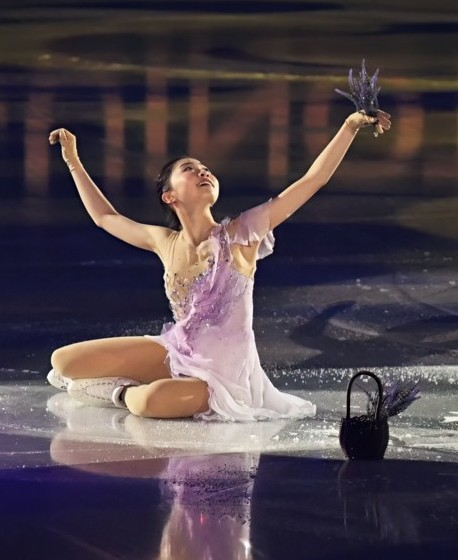
2024–25 그랑프리 파이널 갈라쇼 당시의 지바